# GPad
gPadとは主にWindows上で動作するテキストエディタ。
2012年、オンラインソフト紹介サイト窓の杜の実施する「窓の杜大賞」において銀賞を受賞している。

## 特徴
- 表示形式はMDI。タブも利用可能。
- grepに対応している。
- オートアップデート機能を持つ。
- CSV表示モードを搭載しており、カンマやタブで区切られたテキスト[2]を表計算ソフトのような表形式で表示できる（表計算の関数はない）。
- スキンに対応しており、ウィンドウの背景を変更できる。
- マウスジェスチャ機能を持つ。
- Alt + 方向キーで罫線を引くことができる。